# Ernest Meyer
Ernest Victor Meyer (Saumur, 15 de fevereiro de 1865 -  28 de junho de 1919) foi um ginete francês, medalhista olímpico. 

## Carreira
Ernest Meyer representou seu país nos Jogos Olímpicos de 1912, na qual conquistou a medalha de prata no salto por equipe. 